# Chesapeake (Ohio)
Chesapeake es una villa ubicada en el condado de Lawrence en el estado estadounidense de Ohio. En el Censo de 2010 tenía una población de 745 habitantes y una densidad poblacional de 515,49 personas por km².

## Geografía
Chesapeake se encuentra ubicada en las coordenadas 38°25′37″N 82°27′22″O / 38.42694, -82.45611. Según la Oficina del Censo de los Estados Unidos, Chesapeake tiene una superficie total de 1.45 km², de la cual 1.22 km² corresponden a tierra firme y (15.41%) 0.22 km² es agua.

## Demografía
Según el censo de 2010, había 745 personas residiendo en Chesapeake. La densidad de población era de 515,49 hab./km². De los 745 habitantes, Chesapeake estaba compuesto por el 96.78% blancos, el 0.54% eran afroamericanos, el 0.67% eran amerindios, el 0.4% eran asiáticos, el 0% eran isleños del Pacífico, el 0.4% eran de otras razas y el 1.21% pertenecían a dos o más razas. Del total de la población el 0.94% eran hispanos o latinos de cualquier raza.